# Балка Кам'янка (притока Лопані)
Балка Кам'янка — балка (річка) в Україні у Дергачівському районі Харківської області. Права притока річки Лопані (басейн Дону).

## Опис
Довжина балки приблизно 5,20 км, найкоротша відстань між витоком і гирлом — 4,27 км, коефіцієнт звивистості річки — 1,22. Формується декількома струмками та загатами. На деяких ділянках балка пересихає.

## Розташування
Бере початок у села Замірці. Тече переважно на південний схід через місто Дергачі і впадає в річку Лопань, ліву притоку річки Уди.

## Цікаві факти
- У місті Дергачі біля гирла балки пролягає Т 2103[3] (територіальний автомобільний шлях в Україні, Харків — Дергачі — Золочів — пункт контролю Олександрівка. Проходить територією Дергачівського і Золочівського районів Харківської області.).
- У XX столітті на балці існували молочно-тваринні ферми (МТФ) та декілька газових свердловин[2], а в XIX столітті — багато водяних млинів[1].